# HOY TV
HOY TV，前稱「奇妙電視中文台」、「香港開電視」，是有線寬頻開電視旗下頻道。頻道以數碼高清制式播映，數碼電視頻道編號為77。頻道於2017年5月14日正式啟播，2018年10月27日易名為「香港開電視」，2022年10月18日再易名為「HOY TV」。
頻道的主要競爭對手為無綫電視旗下的翡翠台、TVB Plus及香港電視娛樂旗下的ViuTV。

## 頻道名稱
77台名為「奇妙電視中文台」時，同時間在不同情況有各種稱呼：
- 通訊事務管理局官方網頁、頻道電子節目表、有線電視網頁節目表、試播前的畫面：「奇妙電視中文台」
- 節目宣傳片畫面：「奇妙77台」（旁述一般稱之為「奇妙電視77台」）
- 新聞稿：「奇妙電視粵語頻道」

於2018年10月27日正式易名為「香港開電視」，節目宣傳片的旁述稱之為「香港開電視77台」。當時英文名稱為「HK Open TV」。
再於2022年10月18日易名為「HOY TV」，其中「HOY」的讀音與「開」的粵語讀音相同，節目宣傳片的旁述稱之為「HOY TV 77台」。

## 歷史

### 申領免費電視牌照
有線寬頻於2009年7月28日宣布將申請香港免費電視牌照，；終在2010年1月15日以「奇妙電視」之名向廣播事務管理局提交申請，表示會以混合光纖同軸（Hybrid fibre-coaxial）網絡提供服務。
2013年10月15日，奇妙電視與香港電視娛樂分別於同一日獲行政長官會同行政會議原則上同意發牌。。2016年5月31日，政府宣布，行政長官會同行政會議決定正式向奇妙電視批出本地免費電視節目服務牌照；牌照有效期為十二年，由2016年5月31日開始至2028年5月30日結束，並會約於2022年進行中期檢討。

### 啟播前準備
頻道（77台）及奇妙電視英文台（76台；現稱香港國際財經台）於2016年7月22日開始，不定期以直播節目作信號測試，其餘時間則顯示「快將啟播」的彩色圖像。

### 開始試播
頻道由2017年5月12日開始試播，其廣播頻寬為15Mbps，較其他免費電視頻道畫質更高。與香港有線電視旗下自家頻道不一樣的是，當時的奇妙電視中文台的台徽出現在電視畫面的右上角。
試播期間，頻道重覆播放《奇妙電視新聞發佈會》及《奇妙電視開台喇！》。根據免費電視牌照的規定，當時的奇妙電視中文台必須播放一定時數的新聞、兒童、長者及文化節目，因此在正式啟播前已開始聯播有線新聞的兩節新聞報道，並重播有線電視以往的節目，以滿足特定節目的時數要求。

### 正式啟播
奇妙電視中文台於2017年5月14日晚上8時正式啟播，首個電視節目為《星匯奇妙77》。
| 5月14日正式啟播後播映之節目 | 5月14日正式啟播後播映之節目 |
| --------------------------- | --------------------------- |
| 20:00-20:30                 | 《星匯奇妙77》              |
| 20:30-21:30                 | 《帶阿媽去旅行2017》        |
| 21:30-22:30                 | 《香港有寶證》              |
| 22:30-23:30                 | 《伍姑娘真識食》            |
| 23:30-00:00                 | 《十一點半最前線》          |
| 00:00-00:30                 | 《娛樂新聞》                |
| 00:30-01:30                 | 《十萬蚊港女大翻身》        |
| 01:30-02:00                 | 《星匯奇妙77》              |
| 02:00-03:00                 | 《寵物狗救星》              |
| 03:00-04:00                 | 《Cheap Cheap臥底旅行團》   |
| 04:00-05:00                 | 《伍姑娘真識食》            |
| 05:00-05:30                 | 《娛樂新聞》                |
| 05:30-06:00                 | 《星匯奇妙77》              |

### 頻道編號更改
2018年4月17日早上6點，奇妙電視中文台於香港有線電視平台播映的高清版本編號由277改為1，標清版本編號由7改為3，公共天線和大氣電波數碼訊號（77頻道）則維持不變。

### 頻道易名
2018年10月16日，奇妙電視有限公司宣佈77台於同年10月27日易名為「香港開電視」，英文名稱則改為「Hong Kong Open TV」，惟公司名稱維持不變，在每個自製節目片末版權告示仍見到「奇妙電視有限公司」字樣。

### 大氣電波數碼廣播
2022年4月1日早上6點正，香港開電視正式以無線電頻譜為新增的傳播模式。理論上，全港99%地方都能接收，不再受限於有線固網覆蓋（特别是位處鄉郊的單幢建築物、市區的舊唐樓）。

### 頻道編號再更改
2022年11月14日早上6點，HOY TV於香港有線電視平台播映的高清版本編號不變，標清版本編號由3改為5，公共天線和大氣電波數碼訊號（77頻道）則維持不變。

### 頻道再易名
2022年10月17日舉行發佈會，宣佈「香港開電視」由同月18日上午6點正起，更名為「HOY TV」，公司名稱仍然沒有改變。直到2024年1月18日公司名稱才變更為「有線寬頻開電視有限公司」，片末版權告示亦於同日起更改為新名稱。

## 網上直播時間
- 2017年6月13日至11月13日
  - 周一至周五：下午5:30至翌日早上6:00（晚上7:30至7:55、11:00至11:25除外）
  - 周六、周日及公眾假期︰早上6:00至翌日早上6:00（晚上7:30至7:55、11:30至11:55除外）
- 2017年11月14日至今
  - 全天候網上直播

## 節目
奇妙電視由2016年10月開始，向傳媒披露中文台的最新消息。頻道以綜藝節目為主，走「貼地」路線，並銳意成為香港人的電視台。節目適合3歲至80歲的觀眾收看，希望觀眾看完有得着。

### 綜藝及資訊節目
HOY TV每天均會播映自製節目，週末黃金時段則播映外購綜藝節目，例如《空間改造王》。週末及公眾假期的非黃金時段亦會重播曾於有線娛樂台（現稱「有線綜合娛樂台」）首播的綜藝節目。
頻道在每天於《晚間直播室》後播映《娛樂頭條 E-news Headline》。2021年，與余詠珊的好好製作建立合作關係，由其為頻道製作多個綜藝資訊節目，如《就是青春》等。

### 劇集
HOY TV的前身奇妙電視中文台於開台初期曾於逢星期一至五黃金時段播映兩套外購劇集，現時頻道只於晚上21:30時段會重點播映一套外購劇集（大多來自韓國或中國大陸，部分來自香港），由2020年12月7日起，20:00時段亦曾安排播出來自日本的晨間劇（重新剪輯版本），唯已於2022年4月1日起取消此安排。
頻道在逢星期一至五的黃昏及深宵時段亦會安排重播外購劇集。由2018年1月28日起，增加於星期六深宵時段播放。因應HOY資訊台啟播，頻道由2022年11月21日起，增加上午時段重播外購劇集。星期日下午的「星期日影院」（前稱「韓日精選」及「星期日精選」）時段，則重播曾在黃金時段或有線劇集台（現稱有線綜合娛樂台）播映的劇集。
由於有線財經資訊台停止製作多個直播節目，頻道由2021年1月4日起，上午十一時三十分重播前一天在黃金時段首播的劇集（此安排於2022年4月4日起取消），下午三時則重播曾在黃金時段或有線劇集台（現稱有線綜合娛樂台）播映的劇集。2023年10月9日起，新增星期一至五晚間23:30劇集時段。2023年10月15日起，新增星期日凌晨00:00劇集時段。

### 新聞及財經
頻道播放的粵語新聞節目由有線新聞部製作。與香港其他粵語免費電視頻道不一樣的是，頻道開台初期沒有提供早晨及午間新聞，只在每天晚上六時至凌晨十二時提供兩節新聞。2018年1月1日起，頻道與有線新聞台同步直播早晨及午間新聞。此外，頻道會在港股交易日播映有線財經資訊台節目。
與其他粵語免費電視頻道不一樣的是，八號烈風或暴風信號生效時，頻道不會另外播映風暴消息，但會在其他時段與有線新聞台聯播（如當日為港股交易日，則會暫停播映所有財經資訊節目，改為重播綜藝節目）。2019年6月起，每當有重大突發新聞時，會隨時插播《特備新聞報道》，與有線新聞台或有線直播新聞台聯播。
2020年2月3日至2021年1月29日，逢星期一至五播映的《新聞最前線》的時長延至一小時（實為50分鐘，其餘10分鐘播映《每日樓市》）。同年4月27日至9月14日，逢星期一至五18:00，播映一節《六點新聞報道》，長達15分鐘。同年10月24日至2021年8月8日，逢星期六、日18:00，播映一節《六點新聞報道》，長達30分鐘。
2021年2月1日至2022年6月5日，逢星期一至日播映的《新聞最前線》更名為《開在新聞最前線》，但播映時間及時長不變。
2022年1月3日起，逢星期一至五播映的《十一點半最前線》提前至23:00播出並更名為《十一點最前線》，並且延長至45分鐘，而週末播映的《十一點半最前線》則維持不變。
2022年6月6日至2022年10月17日，逢星期一至日播映的《開在新聞最前線》更名為《7點直播室》，但播映的時間及時長不變。
2022年6月6日起，逢星期一至五播映的《十一點最前線》及星期六、日《十一點半最前線》更名為《晚間直播室》，但播映的時間及時長不變。
2022年10月18日至2023年12月31日，逢星期一至日18:30，播映一節《六點半新聞報道》，長達30分鐘。
2022年11月21日起，因應HOY資訊台啟播，頻道在港股交易日播映有線財經資訊台的節目縮減至09:00-09:30及13:00-13:30。同日開始推出「手語新聞報道」，並由聾人機構「龍耳」提供即時手語傳譯，以符合通訊事務管理局發出電視牌照的規定。
2023年5月29日起，逢星期一至五23:00播映《晚間直播室》時長縮減至30分鐘。
2023年7月17日起，如天文台發出八號或以上熱帶氣旋警告訊號時，會在每小時整點時段與HOY資訊台同步播出一節《風暴消息》。
2024年8月26日起，《Cable早晨》停止在本台播出。
2025年5月12日起，《晚間直播室》提早至21:00播出，本台停止與HOY資訊台聯播，原時段改為播出《有線新聞》。
如在常規新聞時段內出現突發情況或記者會需直播，為免影響隨後的節目安排，會在原結束時間中斷聯播，並顯示「更多相關新聞資訊，請留意本台稍後新聞報道」或「『新聞時段』已經播映完畢，更多相關新聞資訊，請留意本台稍後新聞報道」。而有線新聞台會繼續播出該節新聞。

### 文化藝術、特定對象節目
根據香港免費電視節目牌照的規定，須於每週播放針對特定對象的本地製作節目，包括婦女節目、長者節目、藝術及文化節目。

#### HOY 動音樂
HOY 動音樂（英語：HOY Music）是在HOY TV凌晨1時至3時播放的音樂節目。節目內容主要以播放音樂錄像（MV）為主，類似無綫電視所播放的無間音樂、香港電視娛樂Chill Club 及Chill Club 推介。

### 香港電台節目
奇妙電視中文台開台後，一直沒有播映由香港電台製作的電視節目。由2020年10月4日起至12月6日止，逢星期日晚上8點正至8點30分播映的《環保身開始》為頻道首個及現時唯一一次曾在頻道播出的香港電台電視節目。

### 動畫
奇妙電視中文台開台時，大部分動畫曾於有線兒童台播映。《精靈寶可夢 太陽And月亮》是於奇妙電視中文台首播的其中一部動畫。而《寶可夢 旅途》（僅第1-132集）更是該台首部提供雙語廣播及完整字幕的首播日本動畫。
有線兒童台停播，部分動畫改於有線綜合娛樂台播映後，香港開電視重播動畫（如《寶可夢 超級願望》、《寶可夢 XY》、《寶可夢 超世代》）時設中文字幕。
2022年4月1日起，因應香港開電視同時於大氣電波廣播，每日兒童時段增設至2小時。
2023年5月15日起，因應通訊事務管理局修訂兒童時段總廣播時數，HOY TV的兒童時段調整為星期一至五16:00-18:00，星期六、日17:00-18:00播出，且開始重播之前播出的動畫。
2023年6月10日起，HOY TV的兒童時段調整為每天16:00-18:00播出，但16:00-17:00仍為重播動畫。
2023年7月1日起，因應兒童節目《放學先好玩》停播，HOY TV的兒童時段調整為星期一至五16:00-18:00，星期六、日16:00-17:00播出。

### 體育節目
奇妙電視中文台／香港開電視沒有固定的體育節目，直至2019年9月15日開始，播映由有線體育有限公司製作的《愛·體育》。此外，也會不定期直播不同類型的體育賽事。並與有線體育2台（舊稱「有線足球台」）、有線高清體育2台（舊稱「hd201」）、有線體育台 或 有線高清體育台（舊稱「hd202」）同步直播足球賽事。
頻道首個直播的大型體育賽事為2017歐洲國家盃女子足球賽。
2017年12月，播放世界冠軍球會盃以及直播東南亞職業籃球聯賽香港東方參與之賽事。
2018年3月，香港有線電視取得該年香港國際七人欖球賽的播放權，直播於星期六、日下午舉行的賽事。
2018年5月29日至6月1日，直播或錄播2018年女排國家聯賽之香港站賽事。同年7月1日，直播2018年女排國家聯賽的季軍賽和決賽賽事。
2018年8月10日至9月2日，直播2018年雅加達亞運的賽事，是自1994年後再有香港免費電視台直播亞運賽事。亦直播亞運開幕禮和閉幕禮，以及播放《亞運最精彩》、《亞運今日焦點》等節目。
2018年9月29日，直播意大利甲組足球聯賽的其中一場賽事 - 祖雲達斯對拿玻里。這是香港近二十三年以來，於免費電視頻道直播的首場意甲賽事。
2018年10月3日，直播歐洲聯賽冠軍盃的其中一場分組賽 - 賀芬咸對曼城。這是於香港相隔12年再次於免費電視頻道直播的首場歐聯賽事。
2021年7月23日至8月8日，因港府購入2020年東京奧運播映權再轉播授權予三間商營電視台，香港開電視首次直播奧運會，並邀得歌手張學友主唱主題曲，除了指定節目（文化藝術、特定對象，兒童節目）和新聞節目外，全部節目暫停改為播放奧運節目。
2023年6月1日起，因有線電視停播，HOY TV接手播放原於有線體育台播出之德國盃。
2023年9月23日至10月8日，HOY TV全程直播杭州亞運賽事並於HOY手機應用程式、康文署轄下場館及商場同步直播。今屆亞運創下HOY 77台開台以來最高收視紀錄，中國對日本的女排決賽錄得最高收視7.6。
2024年6月20日至7月14日，HOY TV全程直播美洲國家盃賽事並於HOY手機應用程式同步直播。為香港事隔31年再次免費直播全部賽事。
2024年11月23起，HOY TV將直播意大利甲組足球聯賽賽事，為該台繼2018年後再次免費直播相關賽事。

### 電影
奇妙電視中文台曾於星期日凌晨12時30分至凌晨2時30分，播映來自日本、韓國的電影及標清港產片。現今會在港股半日市或香港公眾假期期間的早上或下午重播曾經於《SUNDAY 開戲》中播映電影。
2021年1月3日起，於星期日晚上9點正，以《SUNDAY 開戲》的名義播映標清港產片，直至2022年10月2日播映。
2023年2月19日起，《SUNDAY 開戲》於星期日晚上9點正恢復播映，直至2023年5月7日播映。
2023年5月14日起，改為播放《有線經典930》，於該時段暫停播放電影。
2023年8月13日至9月17日，於星期六凌晨12時正改為重播電影。
2023年9月23日至10月8日，因應《杭州亞運》舉行關係，改於逢星期日及星期一凌晨1時正重播電影。
註：當有電影重要人物逝世，《SUNDAY 開戲》會被抽起，改為播以《永遠懷念XXX》名義播放電影重要人物的生前的電影。

## 台徽及資訊列
奇妙電視／香港開電視／HOY TV台徽一般在畫面的右上角顯示。當重大災難性事件發生或重要人物逝世後，台徽會暫時灰階化作哀悼，包括2022年11月30日晚上至12月7日凌晨（哀悼江澤民逝世）。
2023年11月1日起，為配合奇妙電視旗下頻道統一品牌，節目播映時台徽改為顯示「HOY 77」。

### 天氣及時間資訊列
日間財經時段和《有線財經》在上方顯示有線財經資訊台的天氣及時間資訊列，第一行顯示恆生指數、歐美主要指數、匯率，第二行顯示天氣、溫度、濕度和時間。
以往有線新聞台的天氣及時間資訊列（恆生指數、歐美主要指數（逢交易日）、天氣、溫度、濕度和時間）只會在《Cable早晨》及每日12:30《午間新聞》時段上方顯示。在2020年2月17日至2月18日期間，由於天氣資訊列及寒冷天氣警告標誌擋住疫情數字，為了避免疫情數字被遮擋取消顯示天氣資訊列，隨著寒冷天氣警告取消於2020年2月19日起恢復顯示。
2019年6月10日有線新聞台更換新聞版面後，當在非新聞時段有本地突發新聞或八號烈風或暴風信號生效時，亦會在左側顯示有線新聞台的突發新聞欄（財經節目由2019年9月17日開始顯示）。
2021年10月8日起，當天文台同時發出多項天氣警告時，HOY TV會如同《Cable早晨》及每日中午12:30《午間新聞》時段般，於不同時段播放其他各類節目（財經節目除外）時，在台徽旁顯示天氣及時間資訊列。
2023年11月1日起，因應有線新聞版面調整，HOY TV在《Cable早晨》、《交易所直播室》、《午間新聞》時段僅在右上角顯示天氣、溫度、濕度，左下方顯示有線新聞logo及時間，右下方顯示恆生指數、歐美主要指數、匯率。

### 新聞跑馬燈
日間財經時段會在下方顯示有線財經資訊台的三行跑馬燈，第一行顯示財經新聞，第二、三行顯示股票最新報價，《有線財經》因顯示中文字幕則不顯示新聞跑馬燈。
與有線新聞台不同的是，奇妙電視／香港開電視／HOY TV的所有直播新聞節目沒有新聞跑馬燈，但在特別新聞時有時會顯示突發版的新聞跑馬燈，另外與有線直播新聞台聯播會顯示該台的新聞跑馬燈。
2020年起，畫面上方偶爾會顯示新聞跑馬燈，例如在中華民國總統選舉開票時即時更新各候選人的票數；在2019冠状病毒病疫情肆虐期間，則顯示香港以及世界各地的確診及死亡案例。
《娛樂頭條 E-news Headline》（舊稱《娛樂新聞》）播放時，畫面下方會顯示當天最新的娛樂消息。

## 爭議

### 財經節目過多
2017年4月26日，奇妙電視有限公司公佈中文台的節目表。日間大部分時間（11.5小時）播映有線財經資訊台之直播財經節目。當時頻道亦不會於上午和中午時段播映直播新聞節目，只在晚間播映《新聞最前線》、《十一點最前線》（星期一至五）及《十一點半最前線》（星期六及日）。上述節目安排被指單調、乏味，亦被質疑是向要求有線電視加強財經節目內容的新東主邱達昌獻媚。頻道於2018年1月1日才增設早晨新聞及午間新聞。而在2021年起，由於有線財經資訊台停止製作多個直播節目，此情況已逐步改善。

### 網上直播及重溫未於開台日開始運作
奇妙電視的官方網站設「直播」及「重溫」兩個版面，但啟播後一直只分別顯示「直播內容稍後提供」及「重溫內容稍後提供」，亦未有在開台當日推出流動應用程式。2017年6月13日，奇妙電視官網方開始提供有限度直播，惟直播時段並不包括與有線電視收費頻道聯播的新聞報道及財經節目，直至2017年11月14日，奇妙電視中文台提供網上全日直播及節目重溫，流動應用程式亦於同日在各大應用程式商店上架。

### 部分大廈未能接收信號
不少觀眾投訴追台後仍未可收看。有人指出，即使在奇妙電視官網確認自己的屋苑可以接收頻道的信號，於電視機搜台後仍未看到。開台後，各家各戶逐漸接收到奇妙電視的訊號，而香港房屋委員會轄下過半數屋苑亦已完成與接收頻道信號有關的工程，當時估計其餘屋苑在四至六星期內完成相關工程。

### 直播新聞節目不設中文字幕
奇妙電視中文台曾於星期一至五（公眾假期）播映的《Cable早晨》及每日12:30播映的《有線新聞》分別沒有主播及記者旁述的繁體中文字幕，直至2019年6月1日才加設中文字幕。

### 頻道新名稱

香港開電視台徽（2018年10月27日至2022年10月17日）

2018年10月27日，「奇妙電視中文台」改名為「香港開電視」。奇妙電視表示台徽由廣告公司專人設計，而電視評論人方以文指出字型與已經停止出版多年的電視雜誌《香港電視》相近。其中「開」字中間與YouTube標準相近。不過有網民認為「香港開電視」及其台徽設計俗套、過時。

## 外部連結
- HOY TV 官方網站（首頁） （页面存档备份，存于）
- HOY TV 節目表 （页面存档备份，存于）
- YouTube上的HOY TV頻道
- HOY TV的Facebook專頁
- HOY TV的Instagram帳戶